# Jody Brown
Jody Kimone Brown (* 16. April 2002 in Portmore) ist eine jamaikanische Fußballspielerin.

## Karriere

### Verein
Nach ihrer Jugend in der Montverde Academy spielt Brown seit 2020 in den USA für die College-Mannschaft der Florida State Seminoles.

### Nationalmannschaft
Mit der jamaikanischen U20 nahm sie an der CONCACAF-Meisterschaft 2018 teil und wirkte hier in allen drei Spielen ihrer Mannschaft mit. Auch beim Turnier im Jahr 2020 war sie aktiv dabei.
Ihr Debüt für die A-Nationalmannschaft gab sie im Alter von 16 Jahren im Jahr 2018, als sie auch ein Teil des Kaders beim Gold Cup 2018 war. Mit vier Toren landete sie auf Platz drei der Torschützinnenrangliste. Davor war sie auch noch bei den Zentralamerika- und Karibikspielen 2018 aktiv. Nach weiteren Freundschaftsspielen im Jahr 2019 war sie dann Teil des Kaders bei der Weltmeisterschaft 2019, bei der sie bei allen Partien ihrer Mannschaft als Einwechselspielerin fungierte.
Ihr nächstes Turnier war zunächst die Qualifikation und anschließend die Endrunde der W Championship 2022. Zwar blieb sie in dem Turnier, welches ihre Mannschaft mit dem dritten Platz abschloss, ohne Torerfolg, jedoch erzielte sie zuvor in der Qualifikation fünf Tore. Im folgenden Jahr folgten noch Einsätze beim Cup of Nations 2023.
Am 23. Juni 2023 wurde sie für den finalen Kader bei der Weltmeisterschaft 2023 nominiert. Dort gab sie beim ersten Gruppenspiel gegen Frankreich ihr WM-Debüt.